# Чеси у Републици Српској
Чеси у Републици Српској (чеш. Češi v Republice srbské) су грађани чешког поријекла, који живе и раде на територији Републике Српске. Доласком аустроугарске окупационе власти, прве чешке породице насељавају подручја прњаворске, лакташке, челиначке, дервентске и сусједних општина. Са собом су донијели своју културу, обичаје, традицију и језик који су се и данас задржали у Републици Српској. Данас је присуство чешке националне мањине најпримјетније на територији Општине Прњавор, гдје у насељеном мјесту Маћино Брдо, од укупног броја становништва, Чеси чине већину. У Маћином Брду, неколико километара од Прњавора, историја Чеха по писаним траговима почиње пре стодесет година. Декретом из 1895. аустроугарске власти су, из моравске области, у прњаворски крај послале двадесет и пет породица. Свака је добила по сто дунума земље. Пре доласка у данашње Маћино Брдо, Чеси су провели двадесетак година у Украјини.
Чеси су једна од седамнаест службених националних мањина у Републици Српској, а њихове интересе заступају представници и делегати у Савјету националних мањина, и Савезу националних мањина.

## Историјат
Четири вијека османлијске владавине у БиХ учинила су да она за највећи број европских земаља, па тако и за Чехе, буде изолована и потпуно непозната. Тек када је Аустроугарска 1878. године успоставила своју власт, БиХ се отворила европским народима, а прије свега оним народима који су живјели на подручју Аустроугарске монархије. За њих је то била егзотична земља , потпуно непозната и пуна авантуре. БиХ је била земља богата шумама и рудама, што је увелико могло да ојача привреду цијелог царства. Зато се убрзано приступило подизању пилана за сјечу, обраду и транспорт дрвета, осавремењивању старих и отварању нових рудника, изградњи путева и жељезница, отварању жељезара, успостављању телефонског саобраћаја и другог. С обзиром да су недостајали стручни кадрови аустроугарска власт је упутила јавни позив заинтересованим школованим кадровима да се населе на ове предјеле, уз знатне олакшице.
Позиву су се одазвали припадници народа из свих дијелова царства, па тако и Чеси. Захваљујући древном универзитету, који је постојао још од 14. вијека у Прагу, Чеси су као образовани људи могли да се одазову позиву у великом броју. Они су на теритрорију Српске дошли из два правца: из Украјине и из саме Чешке. Доласком на територију данашње Републике Српске чешки досељеници су оснивали своје колоније, које су биле организоване по природи посла којим су се они бавили. Тако је постојала административно-индустријска колонија у Бањој Луци, Сарајеву, Броду, Дервенти, Мостару. Друга врста колонија биле су земљорадничке колоније и то у Мачином Брду код Прњавора, Новој Веси код Српца, Новој Тополи и Врандуку. Трећа врста чешких колонија била је земљорадничко-рударско-административна колонија, каква је постојала у Приједору.
У само двије године досељавања у Босну се доселило више од 7.000 Чеха. Између два свјетска рата тај број је износио 5.886, након Другог свјетског рата 1.978 да би се седамдесетих година 20. вијека смањио на 871, а 1981. године на 639 Чеха у БиХ. Највећи број Чеха на територији Републике Српске живио је у Бањој Луци, а нешто мањи у Дервенти, Прњавору, Приједору, и Градишци. Осим пољопривредника, чешки досељеници билу су чиновници, судије, занатлије свих струка, банкари, угоститељи, љекари, фармацеути, учитељи, шумарски стручњаци, геометри па чак и врхнски музичари.
Данас, постоји више свеобухватних и квалитетних извора о настанку чешке националне мањине на тлу Републике Српске, као што је књига “Češi v Bosně a Hercegovině”, (Чеси у Босни и Херцеговини) издата 2011. године, аутора Зденка Ухерека, директора Етнографског института Чешке Републике. Свој допринос истраживању о Чесима у Републици Српској и Федерацији Босне и Херцеговине дали су и магистранти - стипендисти чије је школовање финансирала Чешка Република: Жељка Полони, Милан Балабан и Мерима Јашаревић.
Значајно признање за дјеловање Чеха у Републици Српској је и награда “Гратиас агит” коју додјељује Чешка Република, а коју је између осталог примио и бањалучанин Владимир Блаха, за 2012. годину, тадашњи предсједник Удружења „Чешка беседа” Бања Лука.

## Религија
Чеси у Републици Српској, као и већина њихових сународника, у матичној земљи, као и широм свијета су католичке вјероисповијести. На територији Републике Српске, постоје два сакрална објекта, католичке цркве, у којима своје вјерске обреде обављају припадници чешког народа. Црква Мале Госпе је смјештена у Новој Веси код Српца, а у Маћином Брду код Прњавора се налази Капела Светог Ћирила и Методија.

## Удружења
Јасно је да су ови досељеници, са веома широким образовањем, имали потребу да се организују у културно-умејтничка друштва, унутар којих би се дружили, и прије свега његовали свој језик и културу. Таква друштва, обично под називом „Чешка беседа“ оснивана су у многим градовима Српске, прије свега у Бањој Луци, Приједору, Маћину Брду код Прњавора и Новој Веси код Српца, која и данас постоје.
Бањалучки Чеси су прије Првог свјетског рата имали „Чешко друштво“ (Český spolek) о којем нису сачувани подаци, а већ у децембру 1921. године основали су „Чехословачку беседу“ (Československá beseda). Ова „Чехословачка беседа“ је, у почетку, имала веома велики и садржајан културни програм, јер су имали активну позоришну групу и оркестар, а такође су посједовали и библиотеку чешке књижевности. Удружење Чеха града Бања Луке, „Чешка беседа” постоји од 1997. године и броји преко двије стотине чланова. У тим друштвима се пјевало и играло, одржаване су представе на чешком језику, а било је и различитих спортских активности, и томе слично.
Удружење „Чешкословенска беседа“ у Новој Веси је основано 1921. године. Оснивач Удружења био је млинар Јозеф Мацек, а Јозеф Влк је био њен први предсједник. У периоду између два свјетска рата Чеси у Новој Веси су били културно врло активни, имали су своју библиотеку, луткарско позориште које се спомиње око 1920. године, приређивали су позоришне представе за омладину и одрасле. У осамдесетим годинама прошлог вијека биле су активне фолклорна и музичка група.
Један од значајних јубилеја које је преославио чешки народ у Републици Српској се одржао дана 8. августа 2015. године, када је  „Чешка беседа“ из Маћиног Брда организовала прославу јубилеја стодвадесет година досељења Чеха на просторе Маћиног Брда и општине Прњавор. У рано прољће 1895. један дио чешке колоније напушта Нову Вес и досељавају се тада на подручје Цареве Горе гдје постепено настаје насеље које се и данас зове Маћино Брдо.

## Распрострањеност
Припадник чешке националне мањине требало би обавезно да има чешко поријекло, да познаје Чешки језик и да по могућности буде члан Удружења које настоји очувати чешку културну баштину на тлу Републике Српске.
По попису становништва 2013. у Босни и Херцеговини, а према подацима које је издао Републички завод за статистику, и који су једини валидни за Републику Српску, у Републици Српској је живјело 218 Чеха. У прњаворском насељеном мјесту Маћино Брдо, представљају најбројнију етничку заједницу. Чеси настањују сљедеће општине и градове:
| Чеси, по општинама и градовима, према попису становништва 2013. у Републици Српској |        |
| јединица локалне самоуправе                                                         | укупно |
| укупно                                                                              | 218    |
| Бања Лука                                                                           | 47     |
| Бијељина                                                                            | 4      |
| Брод                                                                                | 1      |
| Градишка                                                                            | 18     |
| Дервента                                                                            | 3      |
| Добој                                                                               | 8      |
| Зворник                                                                             | 1      |
| Источна Илиџа                                                                       | 1      |
| Калиновик                                                                           | 1      |
| Модрича                                                                             | 2      |
| Козарска Дубица                                                                     | 2      |
| Милићи                                                                              | 1      |
| Мркоњић Град                                                                        | 1      |
| Невесиње                                                                            | 1      |
| Нови Град                                                                           | 3      |
| Петрово                                                                             | 1      |
| Приједор                                                                            | 57     |
| Прњавор                                                                             | 46     |
| Рибник                                                                              | 1      |
| Србац                                                                               | 17     |
| Требиње                                                                             | 1      |
| Угљевик                                                                             | 1      |
| Шамац                                                                               | 2      |

## Значајне личности
- Владимир Блаха, први предсједник Савеза националних мањина Републике Српске.
- Жељко Вашко, универзитетски професор из Бања Луке.
- Јозеф Влк, први предсједник Удружење „Чешкословенска беседа“ у Новој Веси.
- Звонимир Зих, потпуковник Војске Републике Српске, родом из Прњавора.[13]
- Јозеф Мацек, оснивач Удружење „Чешкословенска беседа“ у Новој Веси.